# Стёпин, Максим
Макси́м Стёпин (фин. Maksim Stjopin; род. 8 апреля 2003) — финский футболист, нападающий клуба «Ильвес».

## Карьера
Воспитанник клуба «Ильвес». В январе 2020 года присоединился к основной команде клуба. Дебютировал в Вейккауслиге 21 июля 2020 года в матче с «РоПС». Оформил дубль в матче с «Хонкой». В феврале 2021 года перешёл в датский «Норшелланн», где был параллельно заявлен за молодёжную команду.

## Карьера в сборной
Играл за команды Финляндии до 16, 17, 19 и 20 лет.